# Henry Haversham Godwin-Austen
Henry Haversham Godwin-Austen (6 de julho de 1834 - 2 de dezembro de 1923), conhecido até 1854 como Henry Haversham Austen, foi um topógrafo, agrimensor, naturalista e geólogo inglês. Ele explorou as montanhas do Himalaia e examinou as geleiras na base do K2, também conhecido como Monte Godwin-Austen. O geógrafo Kenneth Mason chamou Godwin-Austen de "provavelmente o maior montanhista de sua época". Ele também continua sendo o mais importante investigador dos moluscos terrestres do subcontinente indiano.
Embora ele desse grande atenção à geologia e à topografia, seu maior interesse residia na coleta de moluscos não marinhos e na identificação de aves. Ele publicou a obra Birds of Assam (1870–1878) e descreveu uma série de aves pela primeira vez, alguns com Arthur Hay. A maioria dessas notas foi publicada no Journal of the Asiatic Society of Bengal e Godwin-Austen às vezes desenhava ilustrações das novas espécies de pássaros. Ele foi particularmente ativo na ornitologia após 1863, quando foi destacado para o Himalaia oriental como parte da missão política ao Butão chefiada por Ashley Eden. Ele pesquisou as colinas Garo, Khasi e Jaintia e, em 1875, juntou-se a uma expedição às colinas Daphla. Aventurando-se na antropologia, ele descreveu os monumentos e costumes das tribos Khasi.